# 20センチュリー・ボーイ
「20センチュリー・ボーイ」（20th Century Boy） は、マーク・ボランによって書かれたT・レックスの1973年の楽曲である。

## 解説
初来日コンサートツアー中の1972年12月3日、東京赤坂にあった東芝EMI第1スタジオでレコーディングされた。1973年にシングルとしてリリースされ、全英シングルチャートで3位を獲得した。オリジナル・スタジオ・アルバムには収録されなかったが、1973年のアルバム『タンクス』のリイシュー盤にボーナス・トラックとして収録された。
マーク・ボラン本人の証言によれば、歌詞はモハメド・アリらの有名人のスピーチからも取られており、アリの69年のスピーチ「蜂のように刺す」が直接的に引用されている。この曲は、マーク・ボランの死から14年後の1991年にも、全英トップ20にランクインしている。

## 収録曲
1. 20センチュリー・ボーイ
2. フリー・エンジェル

## カヴァー
- アダム・アント（英語版）
- スージー・アンド・ザ・バンシーズ - パンク
- アダム・ランバート
- ネイキッド・レイガン（英語版） - パンク
- リプレイスメンツ - オルタナティブ・ロック
- ガールスクール - ハードロック
- ピンク・クリーム69 - ハードロック
- モービー
  - 解説・2007年9月29日、ニューヨークのセントラル・パークで開かれたT・レックストリビュートのステージで、リチャード・バロン、トニー・ヴィスコンティ（ベース）と共に「20センチュリー・ボーイ」を演奏した。
- バケットヘッド
  - 解説・ヘヴィメタル：1998年のトリビュート・アルバム『グレート・ジューイッシュ・ミュージック: マーク・ボラン』でカヴァーしている。
- プラシーボ
  - 解説・1998年の映画『ベルベット・ゴールドマイン』でカメオ出演し、この曲を演奏している。プラシーボとしても両A面シングル「ユー・ドント・ケア・アバウト・アス」に収録したほか、1999年のブリット・アワードのステージでデヴィッド・ボウイと共にこの曲を演奏。
- 清春
- X JAPAN
  - 初期のライヴでカヴァーしている。シングル「紅」に収録。
- FENCE OF DEFENSE
  - ライヴでカヴァーしている。
- カウント・ゼロ
  - 解説・ボストンを拠点に活動するエクスペリメンタル・ロック・バンド。自身のウェブサイトでライヴ・パフォーマンスの配信をした。
- バング・タンゴ
  - 解説・彼らのライヴ・アルバム『エイント・ノー・ジャイヴ…ライヴ!』でカヴァーしている。
- ザ・ビッグ・シックス
  - 解説・イギリスのロカビリー・バンド。カヴァーバージョンは、1998年の映画『トゥルーマン・ショー』に使用された。
- 伝記映画『ロード・オブ・ドッグタウン』の公式サウンドトラックに収録されている(en:Lords of Dogtown: Music from the Motion Picture)。